# CineGraph – Lexikon zum deutschsprachigen Film
CineGraph – Lexikon zum deutschsprachigen Film ist ein als Loseblattsammlung angelegtes Nachschlagewerk. 
Das international als Standardwerk anerkannte Handbuch enthält bio- und filmografische Informationen zu über 1000 Filmschaffenden aus dem deutschsprachigen Raum. Dargestellt werden neben Regisseuren und Schauspielern auch Drehbuchautoren, Produzenten, Kameraleute, Szenenbildner, Filmeditoren, Publizisten und Filmpolitiker, die seit Ende des 19. Jahrhunderts im deutschen, österreichischen und Schweizer Film eine Rolle gespielt haben. Neben berühmten Stars werden auch viele vergessene und – durch die politischen Zeitläufe bedingt – verdrängte Filmschaffende behandelt.
Es gibt zwei Grundtypen der Einträge:
- ausführliche Einträge (Maxi), die aus einer Biografie (mit Foto, Verzeichnis der Auszeichnungen sowie Literaturhinweisen) und einer detaillierten Filmografie bestehen. Zahlreiche dieser Einträge werden durch Essays ergänzt, in denen sich Autoren kritisch mit wichtigen Aspekten des Werks der behandelten Filmschaffenden auseinandersetzen.
- knappe Bio-Filmografien (Mini), die in einer knappen Biografie und einer filmografischen Titelliste das Werk dokumentieren.

Das Lexikon wurde Ende der 1970er Jahre von Hans-Michael Bock zusammen mit Hans Helmut Prinzler konzipiert und erschien 1984–2022 im Münchener Verlag edition text + kritik, ab 2024 beim AVINUS Verlag in Hamburg. Grundlage ist dabei CineBase, eine umfangreiche filmografische Datenbank, deren Grundlage 1979 von Wau Holland technisch entwickelt wurde.
Herausgeber des CineGraph-Lexikons ist Hans-Michael Bock, unterstützt von wechselnden Redakteuren – u. a. Jörg Schöning, Stephanie Schönbeck und Robert Wohlleben – sowie zahlreichen internationalen Korrespondenten und Autoren. Es wird ständig aktualisiert und durch jährlich eine bis zwei Nachlieferungen ergänzt und korrigiert.
Die Einträge wurden in Zusammenarbeit mit deutschen und internationalen Kinematheken erarbeitet. Eine kleine Auswahl der Biografien ist im Internet über die Websites www.Cinegraph.de und www.filmportal.de recherchierbar.
1989 gründeten Mitglieder der Lexikon-Redaktion den gemeinnützigen Verein CineGraph – Hamburgisches Centrum für Filmforschung e. V., der seit 1988 alljährlich einen internationalen filmhistorischen Kongress veranstaltet. Seit 2004 ist der Kongress Teil von cinefest – Internationales Festival des deutschen Film-Erbes, Hamburg, Berlin, Prag, Wien, Wiesbaden und Zürich.
Aus der Arbeit am Lexikon und den Veranstaltungen des Centrums entstanden zahlreiche Monografien und Handbücher zur Filmgeschichte, so u. a. die Reihen CineGraph Buch, die die Ergebnisse der Kongresse publiziert, und FILMtext mit Drehbüchern deutscher Film-Klassiker aus dem Archiv der Deutschen Kinemathek.